# Metacatharsius pumilioniformis
Metacatharsius pumilioniformis là một loài bọ cánh cứng trong họ Bọ hung (Scarabaeidae).